# GKN (azienda)
La GKN plc (public limited company) è una multinazionale britannica che si occupa principalmente della realizzazione di componenti destinate alle industrie del settore automobilistico (comprese le grandi macchine, le macchine agricole e i mezzi per il movimento terra) e quello aerospaziale.
Le sue origini risalgono agli albori della rivoluzione industriale quando nel 1759, tra le colline del Galles, venne creata la società Dowlais Ironworks che, con il tempo e in seguito a trasformazioni e accorpamenti, divenne Guest, Keen and Nettlefods. Oggi l'azienda ha sede a Redditch, città del Worcestershire.

## Storia
La nascita dell'azienda viene ricondotta al 1759 quando ebbe origine la Dowlais Ironwork, situata nell'omonimo villaggio gallese (non lontano da Merthyr Tydfil), fondata da nove diversi soci che diedero vita a una partnership (in lingua inglese, partenariato).
Tra la fine del XVIII e l'inizio del XIX secolo l'azienda venne guidata dapprima da John Guest, seguito da suo figlio Thomas (sotto la cui guida l'azienda prese il nome di Dowlais Iron Company) e infine dal figlio di quest'ultimo, John Josiah Guest. In quegli anni l'azienda fu all'avanguardia nell'applicazione delle scoperte scientifiche nel campo industriale. All'epoca risalgono accordi di collaborazione con la Consett Iron Company e con la tedesca Krupp.
Il 9 luglio del 1900 la Dowlais Iron Company si fuse con la Patent Nut and Bolt Company (azienda titolare di un brevetto per una macchina per la realizzazione di dadi) di proprietà di Arthur Keen. L'unione delle due aziende diede vita alla Guest, Keen & Co. Ltd..
Due anni dopo l'acquisizione della Nettlefolds Limited (azienda produttrice di viti e sistemi di bloccaggio, di proprietà di Joseph Henry Nettlefold) portò la nuova denominazione aziendale Guest, Keen and Nettlefolds. All'epoca tra le aziende britanniche la Guest, Keen and Nettlefolds era classificata al 15º posto, per valore dei cespiti, e la più grande nel settore della siderurgia.
Nel primo dopoguerra i vertici dell'azienda diedero inizio al processo di internazionalizzazione con la realizzazione di impianti produttivi in Australia (galvanostegia e produzione viti) proseguito, nel 1930, con l'acquisizione di un'azienda svedese operante nel ramo degli strumenti di fissaggio e, nel 1934, di uno stabilimento di produzione di rotaie in acciaio, con sede in India (all'epoca colonia britannica). Nel frattempo, però, gli effetti della grande depressione del 1929 avevano costretto l'azienda a chiudere l'impianto storico di Dowlais.
Con lo scoppio della seconda guerra mondiale le officine della Guest, Keen and Nettlefolds furono impegnate a forgiare metalli, stampare elmetti e realizzare carri armati e aerei (in particolare le officine di Hadley produssero una parte degli Spitfire).
La fine del conflitto vide emergere la Guest, Keen and Nettlefolds come il maggior produttore d'acciaio del Regno Unito, ma pochi anni dopo, nel 1951, l'azienda venne nazionalizzata per effetto della politica del governo laburista guidato da Clement Attlee che pagò 18,7 milioni di sterline ai proprietari. Quattro anni dopo, con i laburisti all'opposizione, le aziende vennero riacquistate dal gruppo che pagò al governo conservatore guidato da Winston Churchill poco meno di 12 milioni di sterline.
Nel corso degli anni sessanta la compagnia conobbe un nuovo periodo di forte espansione sotto la guida di Raymond Brookes, che ne divenne il presidente dopo esserne stato a lungo dipendente. Il decennio successivo fu invece molto meno fortunato in ragione di una nuova nazionalizzazione del comparto siderurgico e della crisi energetica che comportò una considerevole contrazione del mercato automobilistico su scala internazionale.
Il nuovo shock del mercato petrolifero della fine degli anni settanta causò nel 1980, per la prima volta nella lunga vita della società, la chiusura in perdita del bilancio d'esercizio. Negli anni successivi il management dell'azienda maturò la decisione di abbandonare definitivamente il business in campo siderurgico, intraprendendo la strada delle tecnologie avanzate. Il risultato di questo processo di conversione è testimoniato dalla drastica riduzione della forza lavoro impiegata (che passò dalle 93 000 unità del 1980 alle 41 000 del 1986) e portò alla variazione della denominazione che mutò nell'attuale GKN (sigla del precedente Guest, Keen and Nettlefolds).
Proprio nel corso del 1986 la GKN decise di acquistare il 30% del capitale della Westland Aircraft, ma negli anni immediatamente successivi si trovò a fare fronte a un periodo recessivo internazionale che risultò particolarmente acuto per il mercato britannico. La GKN decise la dismissione o la chiusura di diverse attività per concentrare la propria attenzione verso quelle che erano ormai divenute il proprio core business; tra le operazioni portate a termine spicca (con l'esborso di 248 milioni di sterline) l'acquisizione del completo controllo della Westland Aircraft.
L'inizio del nuovo millennio vide l'azienda impegnata in nuove acquisizioni finalizzate a una sempre maggiore espansione; in particolare venne data priorità all'acquisizione, in Europa e negli Stati Uniti d'America, di aziende specializzate nella sinterizzazione delle polveri metalliche. Un'altra operazione di primaria importanza, portata a termine nel corso del 2001, fu la costituzione di una joint venture paritaria con l'italiana Agusta, mediante il conferimento delle attività della Westland. Solo due anni dopo, in seguito all'avvicendamento dei vertici aziendali, venne tuttavia decisa la vendita della quota di partecipazione nell'AgustaWestland: l'incasso, oltre 1 miliardo di sterline, rappresenta l'operazione di maggior valore mai realizzata nel corso della storia dell'azienda.
I passi successivi nello sviluppo della GKN furono costituiti dall'individuazione di nuovi mercati (in particolare verso i "paesi emergenti" dell'Asia, America Latina e dell'Europa orientale) in forte espansione e dalla scelta di operare nei mercati automobilistico e aeronautico come produttori indipendenti di componentistica.

### Il controllo a un fondo inglese
Nel gennaio 2018 Melrose Industries, un fondo inglese quotato alla Borsa di Londra, ha annunciato piani per l'acquisto di GKN e una sua successiva ristrutturazione; l'offerta è stata rifiutata dalla direzione della società. Nel marzo 2018, Melrose ha presentato una nuova offerta di 8,1 miliardi di sterline; questa offerta è stata oggetto di critiche, essendo stata vista da alcune agenzie di stampa come un'acquisizione ostile. L'offerta di Melrose ha poi ricevuto il sostegno degli azionisti ed è stata accettata. A seguito di una revisione formale dell'acquisto, comprese varie obiezioni avanzate dai lavoratori e dai sindacati di GKN, il governo del Regno Unito ha permesso che l'operazione procedesse nell'aprile 2018; Melrose ha accettato di rispettare diverse misure di sicurezza nazionale.
Dall'acquisizione da parte di Melrose plc il gruppo di aziende legacy GKN è stato decentralizzato nel passaggio alla massimizzazione delle vendite redditizie dalla precedente logica di pura crescita dei numeri di vendita. GKN è stata così ristrutturata in tre divisioni principali: GKN Aerospace, GKN Automotive e GKN Powder Metallurgy.

## Organizzazione

### Le aree di business
L'azienda ha organizzato le proprie attività in quattro diversi settori:
- componenti per l'autotrazione
- componenti per macchine pesanti e movimento terra
- componenti per l'industria aerospaziale
- metallurgia delle polveri

### I siti produttivi
La GKN, direttamente o tramite aziende controllate o collegate, opera in oltre 30 stati sparsi nei cinque continenti. Nella struttura aziendale non sono presenti compartimentazioni organizzative su base geografica.

## Presenza in Italia
In Italia (2021), la GKN ha 2 stabilimenti: GKN Driveline Brunico AG, azienda produttrice di azionamenti elettrificati e sistemi di trazione integrale per l'industria automobilistica. (Brunico - Bz) e GKN Driveline Firenze (ex stabilimento Fiat di Firenze) (Campi Bisenzio - Fi), produttrice di componenti di trasmissione per l'industria automobilistica. 
Di quest'ultima (GKN Firenze), il 9 luglio 2021, ne ha annunciato la chiusura. L'azienda ha dato ferie collettive il 9 luglio 2021 e, mentre i dipendenti erano in ferie, sono stati licenziati via e-mail in modo improvviso. Successivamente GKN Firenze ha perso in tribunale per comportamento antisindacale. Il 20 settembre 2021 il tribunale del lavoro di Firenze ha accolto il ricorso della Fiom contro i licenziamenti collettivi dei 422 lavoratori della Gkn di Campi Bisenzio, avvisati tramite una email. Per il giudice l'azienda ha violato l'articolo 28 dello Statuto dei Lavoratori, mettendo in atto comportamenti antisindacali.
ricorso della Fiom contro i licenziamenti
Successivamente l'azienda inglese Melrose che controlla GKN Firenze (Melrose Industries)  per "svincolarsi dalla vertenza" cede GKN Firenze all'imprenditore italiano Francesco Borgomeo (che a GKN Firenze cambia il nome in "QF") che nel settembre 2023 richiede la procedura un'altra volta di licenziamento collettivo degli operai rimasti. 
Qf invia alla rsu e alle organizzazioni sindacali la richiesta di incontro per informare della volontà di avviare la procedura di licenziamento